# Rödmossen
Rödmossen är ett naturreservat i Norbergs kommun i Västmanlands län.
Området är naturskyddat sedan 2017 och är 14 hektar stort. Reservatet omfattar större delen av kärret Rödmossen som är ett extremrikkärr där det finns knotiga lövträd och gamla tallar.